# 関西文理学院
関西文理学院（かんさいぶんりがくいん）は、京都府京都市北区にあった大学受験予備校である。関西文理学園グループのひとつ。通称名は“カンブリ”。

## 歴史・沿革
- 1946年（昭和21年） - 京都人文学園 創立
- 1949年（昭和24年） - 夜間部を設置
- 1951年（昭和26年） - 赤字補填事業として賀茂川学園（予備校）を設立
- 1954年（昭和29年） - 学校法人賀茂川学園 認可
- 1957年（昭和32年） - 京都勤労者学園に発展
- 1979年（昭和54年） - 大学進学研究会発足
- 1983年（昭和58年） - 学校法人賀茂川学園から学校法人関西文理学園に改称、関西文理学院高校生コース 開設
- 1986年（昭和61年） - ビジネスカレッジ京都 開校
- 1993年（平成5年） - バイオカレッジ京都 開校
- 2000年（平成12年） - 大学受験科国際進学コース「国際進学教育学院」 開設
- 2002年（平成14年）12月 - 学校法人関西文理総合学園 認可
- 2003年（平成15年）4月 - 長浜バイオ大学 開校
- 2010年（平成22年）3月31日 - 閉校。　閉校後は長浜バイオ大学（関西文理総合学園が運営）の京都キャンパスの一部になる[1][2][3]。学校法人関西文理学園を学校法人関西文理総合学園へ統合[4]

## 概要
- 1951年に開校。1970年代に導入した担任制度が人気を呼び生徒数が増加、ピーク時には4500人の生徒が所属し300人以上の受験生を京都大学に送り出した。1995年に2000人だった生徒数は少子化の影響により、2004年には1000人、2009年は400人まで落ち込み、2010年3月末で閉校する事が決定した[1]。開校以来、十万人以上の受験生を大学へと送り出してきたが、少子化や大学数増加による大学入試易化の影響を受け、半世紀を超える歴史に幕を降ろした[1]。
- 1980年代、近所にある上御霊神社にお参りすると不合格になるという噂が流れ当時の受験生「カンブラー」を震撼させた。
- 1990年代、京都では河合塾・代々木ゼミナールといった大手予備校を抑えて駿台予備学校に次ぐ受験生を集める予備校として、東京の両国予備校・大阪の大阪予備校らと共に全国に名を馳せていた。
- 年末年始には自習室が深夜も開室され、大晦日から元旦へ年越しで学ぶ浪人生達の姿は受験シーズンの風物詩として毎年のようにニュース番組で取り上げられた。
- 一時期、京都大学入学試験の第二会場として使用されていたことがある。
- 跡地はマンション「プレミスト京都烏丸鞍馬口」となり、マンション東側に碑が立っている。京都人文学園の名も刻まれている。

## キャッチコピー
- 1990年代 - 2010年：「勉強し〜や」

## 設置課程

### 高校生コース
- 高1コース
- 高2コース
- 高3コース

### 高卒生・大学受験本科
| - 国公立医大特化コース - 京大理系特別選抜コース - 国公立医系特別選抜コース - 阪大理系特別選抜コース - 国公立医歯薬獣医系特別選抜コース - 神戸大理系選抜コース - 難関国公立理系コース - 国公立医療・看護系コース - 教育大理系コース - 同立関関理系選抜コース - 私立医歯薬系選抜コース - 私立理系コース | - 京大文系特別選抜コース - 阪大・神大文系特別選抜コース - 神戸大・難関大文系選抜コース - 難関国公立文系コース - 教育大文系コース - 京都市芸大コース - トップ私大文系選抜コース - 同立関関文系選抜コース - 同立関関文系基礎コース - 私立文系コース |